# Klosterbergestraße 20

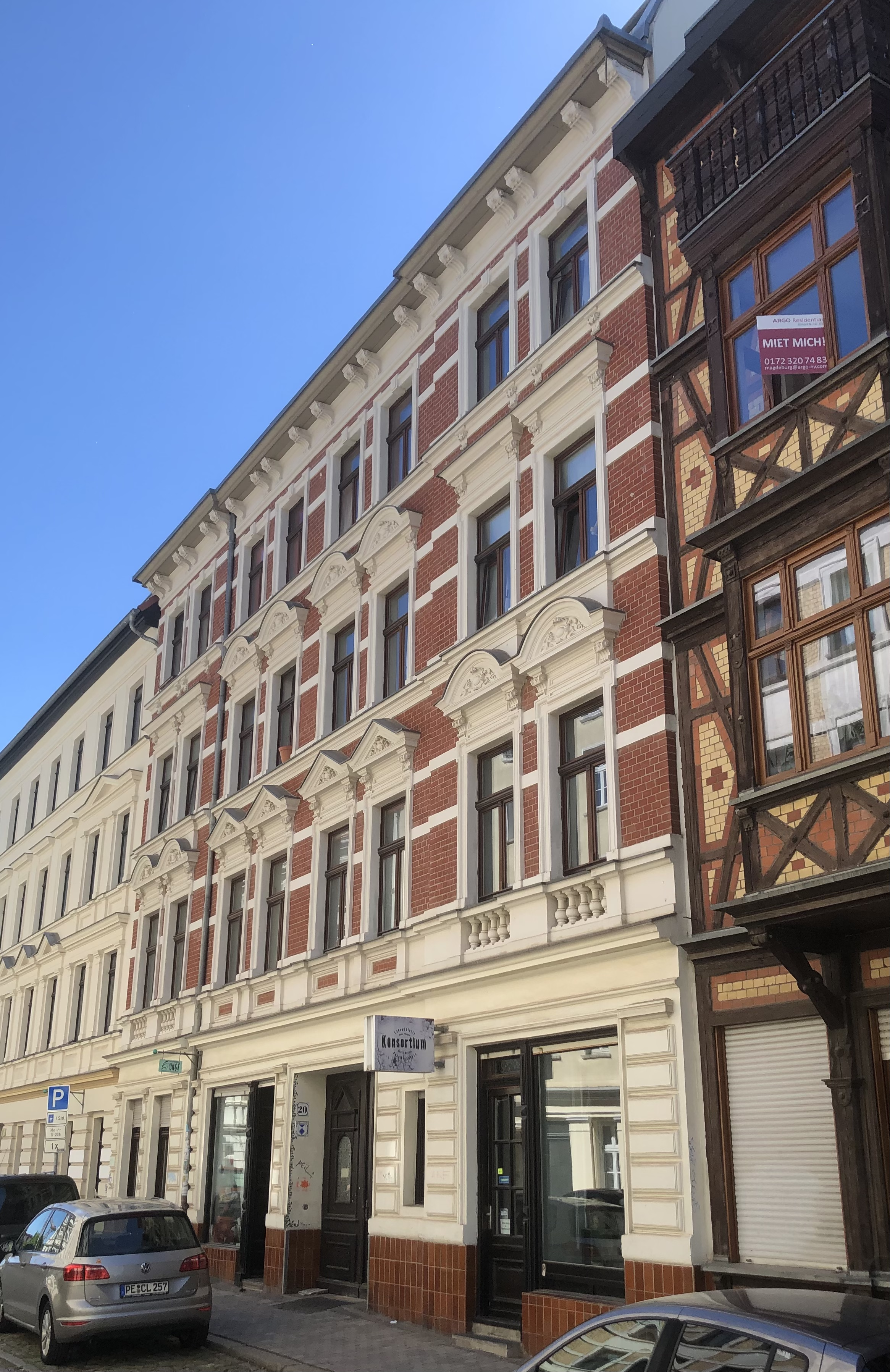
Klosterbergestraße 20 im Jahr 2021

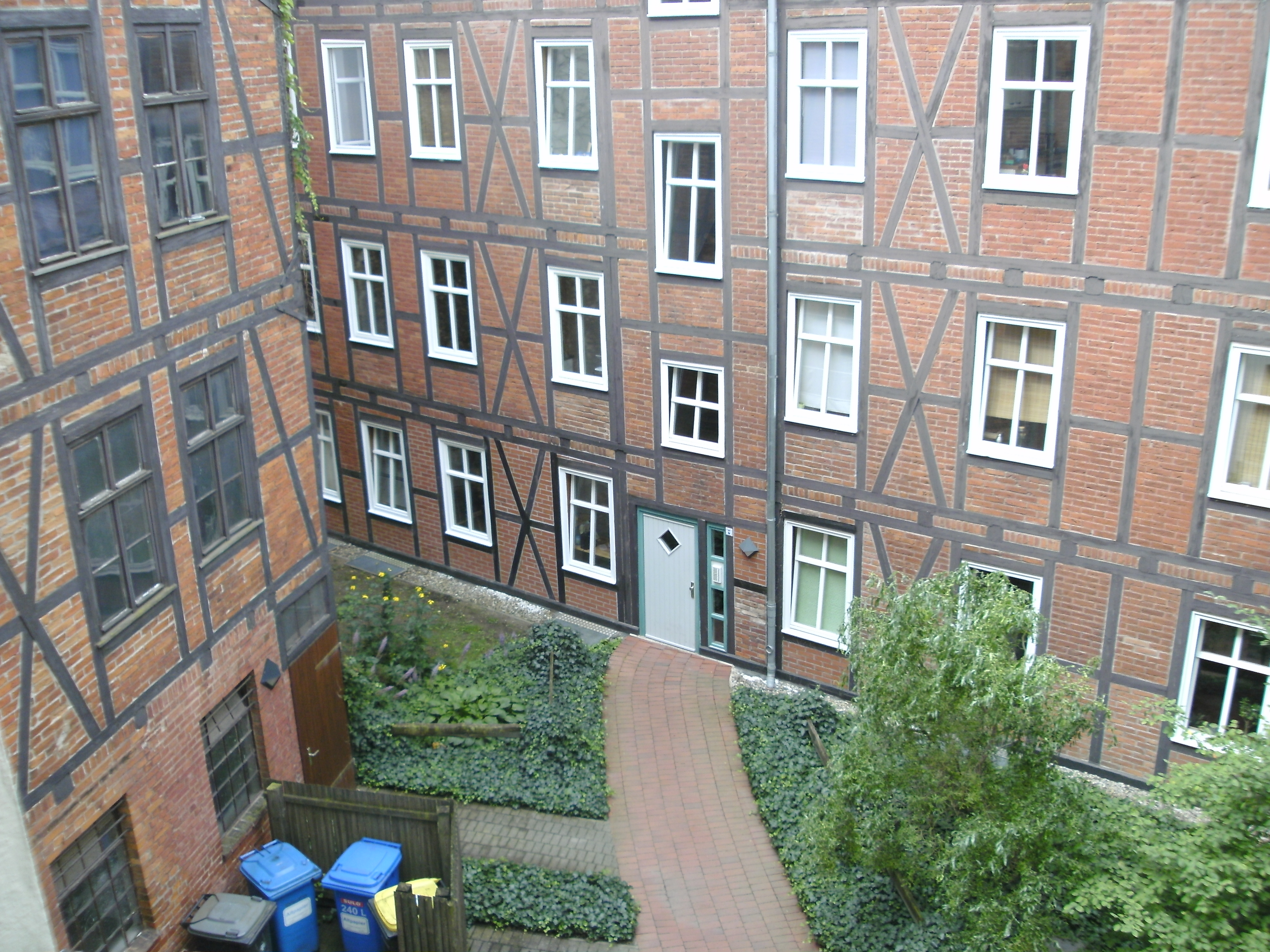
Blick auf den Hof und Hinterhaus, 2012

Das Haus Klosterbergestraße 20 ist ein denkmalgeschütztes Wohnhaus in Magdeburg in Sachsen-Anhalt.

## Lage
Das Haus steht an der Westseite der Klosterbergestraße im Magdeburger Stadtteil Buckau. Nördlich grenzt das gleichfalls denkmalgeschützte Haus Klosterbergestraße 18, südlich die Nummer 22 an. An der südlichen Grenze des Grundstückes verlief die Grenze vom II. zum III. Rayonbezirk der Festung Magdeburg.

## Geschichte
Da das Grundstück 1887 im Festungsbereich des II. Rayons an einer neu angelegten Privatstraße lag, durften hier nur Bauten entsprechend §15 des "Gesetzes, betreffend die Beschränkungen des Grundeigenthums in der Umgebung von Festungen", vom Dezember 1871 errichtet werden. Daher reichte der Fuhrherr Gustav Schuhmacher, der das Grundstück von der Witwe Denecke gekauft hatte, 1887 zunächst ein Baugesuch für ein Hinter- und Seitenhaus ein. Bauausführender war Maurermeister Gustav Lösche zu Groß Ottersleben. Die Kommandantur verlangte eine Berechnung des unverbrennbaren Materials des Hinterhauses, um den Keller im Kriegsfall auffüllen zu können. Nach zahlreichem Schriftverkehr zwischen Magistrat der Stadt Magdeburg, der Kaiserlichen Rayon Kommission und dem Eigentümer wurden die Bauten und eine Einzäunung des Grundstückes genehmigt. Die Fachwerkbauten in Rayonbauweise sind heute noch erhalten.
Erst am 29. Juli 1891 durfte ein Bauantrag für die Errichtung des Vorderhauses gestellt werden. Der viergeschossige Bau wurde 1891 von der Zimmerei und dem Baugeschäft R. Bernhardt für die Witwe Dorothee Becker errichtet. Die achtachsige Fassade ist repräsentativ im Stil der Neorenaissance gestaltet. Die beiden äußeren Achsen des Ziegelgebäudes treten jeweils als flache Risalite hervor. Die Erdgeschossfassade ist mit Rustika versehen. An der Beletage finden sich Vasen-Baluster; die Fensterverdachungen sind als Segmentbogen- und Dreiecksgiebel ausgeführt. Das Gesims ruht auf paarig angeordneten Konsolsteinen.
Das Haus ist Teil des denkmalgeschützten gründerzeitlichen Straßenzuges Klosterbergestraße 13, 16-28, 30 und gilt als städtebaulich bedeutsam.

Im Denkmalverzeichnis des Landes Sachsen-Anhalt ist das Wohnhaus unter der Erfassungsnummer 094 17841 als Baudenkmal verzeichnet.